# Albert de Bavière (1905-1996)
Titres
Prétendant au trône de Bavière
2 août 1955 – 8 juillet 1996
(40 ans, 11 mois et 6 jours)
Prétendant au trône d'Angleterre et d'Irlande
2 août 1955 – 8 juillet 1996
(40 ans, 11 mois et 6 jours)
Prétendant au trône d'Écosse
2 août 1955 – 8 juillet 1996
(40 ans, 11 mois et 6 jours)
Albert de Bavière, duc de Bavière, est né le 3 mai 1905 à Munich, en Bavière, et mort le 8 juillet 1996 au château de Berg, arrondissement de Starnberg, Haute-Bavière en Allemagne. 
Chef de la maison de Wittelsbach, il est prétendant au trône de Bavière entre 1955 et 1996.
Son enfance coïncide avec les dernières années de la monarchie bavaroise. Lorsque la révolution éclate à Munich en 1918, il s'enfuit au Tyrol avec le roi Louis III, son grand-père.
Opposé au nazisme, il est interné en camp de concentration avec sa belle-mère Antonia de Luxembourg et toute sa famille, à l'exception de son père, le prince Rupprecht, contraint à l'exil en Italie.
De retour en Bavière, il rénove, dans les années 1950, le château de Berg afin d'y résider avec sa famille jusqu'à sa mort en 1996.

## Biographie

### Famille

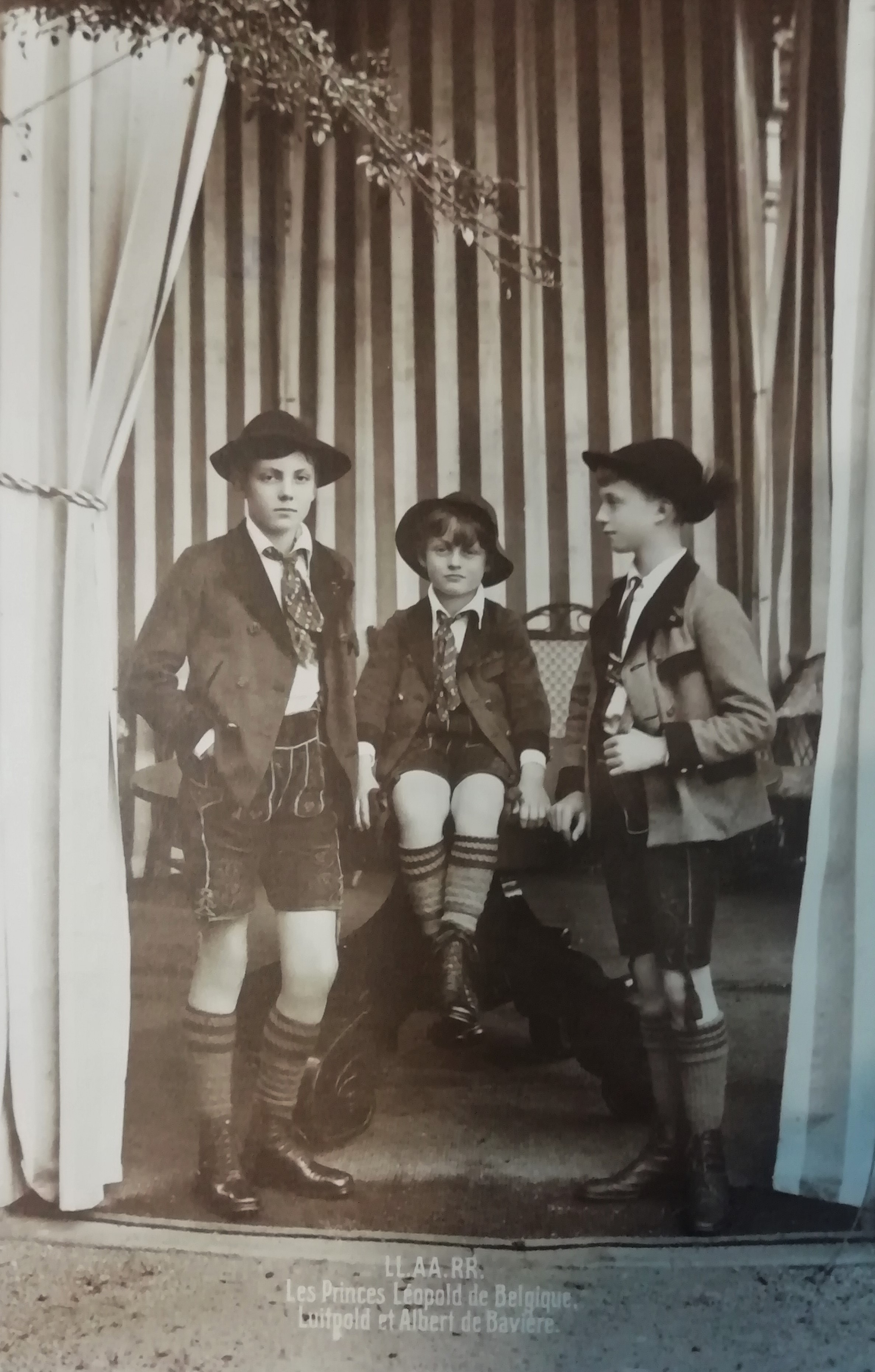
Albert de Bavière (au centre) avec son frère Luitpold (à gauche) et son cousin Léopold de Belgique en 1910.

Le prince Albert de Bavière est le second fils du prince Rupprecht de Bavière et de Marie Gabrielle en Bavière, fille du duc Charles-Théodore en Bavière et de Marie-Josèphe de Portugal et sœur d'Élisabeth, reine consort des Belges. 
Ses parents ont quatre autres enfants : Luitpold (1901-1914), Irmingard (1902-1903), une fille mort-née en 1906 et Rodolphe (1909-1912). Albert est le seul de sa fratrie à survivre à l'enfance. Sa mère, Marie Gabrielle meurt, d'une insuffisance rénale aiguë, à Munich, le 24 octobre 1912 à Sorrente.
Rupprecht de Bavière se remarie en 1921 avec Antonia de Luxembourg, sœur de la grande-duchesse Charlotte de Luxembourg, avec laquelle il a six enfants : Heinrich (1922-1958), Irmingard (1923-2010), Editha (1924-2013), Hilda (1926-2002), Gabriele (1927-2019) et Sophie (née en 1935),.

### Enfance et jeunesse
Son enfance coïncide avec les dernières années de la monarchie. Lorsque son frère aîné Luitpold, meurt de la poliomyélite le 27 août 1914, il devient dès lors l'héritier du trône après son père.
À la fin de la Première Guerre mondiale, Albert de Bavière, âgé de 13 ans,  assiste à la chute de l'ancienne monarchie bavaroise, qui a lieu à Munich le 7 novembre 1918 comme signe avant-coureur de la Révolution de novembre à Berlin. 
Lorsque la révolution éclate à Munich en 1918, il s'enfuit au Tyrol avec le roi Louis III, son grand-père. Quand sa famille revient plus tard à Munich, Albert réussit à obtenir son diplôme d'entrée à l'université où il étudie la foresterie.

### Mariages et descendance
Albert de Bavière épouse à Berchtesgaden le 3 septembre 1930 la comtesse Maria Draskovich von Trakostján (née à Vienne le 8 mars 1904 et morte à Wildbad-Kreuth le 10 juin 1969), fille de Dionys comte Draskovich von Trakostján (1875-1909) et de Juliana princesse de Montenuovo (1880-1961).
Quatre enfants sont issus du premier mariage d'Albert de Bavière, :
1. Marie Gabrielle de Bavière (née à Munich le 30 mai 1931), qui épouse en 1957 le prince Georg von Waldburg zu Zeil und Trauchburg (1928-2015), dont six enfants ;
2. Charlotte de Bavière (née à Munich, le 30 mai 1931 et morte à Isny im Allgäu le 9 janvier 2018), jumelle de la précédente, qui épouse en 1955 le prince Paul de Quadt de Wykradt und Isny (1930-2011), dont quatre enfants ;
3. François de Bavière (né à Munich, le 14 juillet 1933), sans alliance et en couple avec Thomas Greinwald[8], chef de la maison de Bavière depuis 1996 ;
4. Max Emmanuel en Bavière (né à Munich, le 21 janvier 1937), duc en Bavière, adopté en 1965 par son grand-oncle paternel Louis-Guillaume en Bavière (1884-1968). Il épouse en 1967, la comtesse Élisabeth Christine Douglas, née le 31 décembre 1940 à Stockholm, issue d'une famille de la noblesse écossaise[9], dont cinq filles.

Veuf depuis 1969, à la suite de la mort de Maria Draskovich von Trakostján, Albert de Bavière épouse civilement le 21 avril 1971 et religieusement le lendemain à Munich la comtesse Marie-Jenke Keglevich von Buzin (née à Budapest le 23 avril 1921 et morte accidentellement à Gusswerk, près de Mariazell en Autriche, le 5 octobre 1983), fille du comte Stephan Keglevich von Buzin (1880-1962) et de Clara comtesse Zichy de Zich et Vásonykeö (1883-1971).

### Opposition au nazisme et internement
Albert et sa famille élisent domicile à Bad Kreuth en 1937. Depuis qu'il a rejeté la politique du régime nazi, il s'est exilé avec sa famille, d'abord en Croatie et, à partir de 1940, au château de Nádasdy en Hongrie. En octobre 1944, lorsque l'Allemagne envahit la Hongrie, il est arrêté par la Gestapo et interné avec sa belle-mère Antonia de Luxembourg et sa famille dans les camps de concentration de Sachsenhausen, Flossenbürg et Dachau jusqu'à la fin de la guerre en 1945. Seul son père, le prince royal Rupprecht, forcé à l'exil en 1939, avait échappé à la déportation.

### Après la guerre
La veille de Noël 1952, Albrecht de Bavière est investi dans l'ordre canonial régulier du Saint-Sépulcre au château de Berg. C'est dans ce lieu, qu'après des rénovations, il établit sa résidence principale jusqu'à sa mort. À la mort de son père Rupprecht, le 2 août 1955, Albert devient chef de la maison de Wittelsbach.
Passionné par l'herboristerie et les études forestières, il s'adonne également à la chasse et publie, avec sa seconde épouse, Marie-Jenke, une étude consacrée aux chevreuils en Styrie (Uber Rehe in eminem steirischen Gebirgsrevier, Munich, 1975. Traduction en français de Gilbert Titeux : À propos du chevreuil dans une région de Styrie, Liège, 1983) qui leur vaut un doctorat honoris causa en médecine vétérinaire décerné par l'université de Munich.
Il meurt le 8 juillet 1996 au château de Berg, à l'âge de 91 ans. Comme ses deux épouses, décédées respectivement en 1969 et en 1983, il est inhumé, non pas dans l'une des nécropoles ancestrales des Wittelsbach de Munich, mais dans le cimetière de l'abbaye d'Andechs.

## Honneurs
Albert de Bavière est :

### Ordres de l'ancien Royaume de Bavière
- Chevalier de l'ordre de Saint-Georges de Bavière ;
- Chevalier de l'ordre de Saint-Hubert (Bavière) ;
- Grand-croix de l'ordre militaire de Maximilien-Joseph de Bavière.

### Ordres étrangers
- 1256e chevalier de l'ordre de la Toison d'or d'Autriche (1953) ;
- Vatican : ordre équestre du Saint-Sépulcre de Jérusalem (1952) ;
- Chevalier grand-croix de l'ordre du Mérite (Liechtenstein) ;
- Chevalier grand-croix de l'ordre de la Couronne de Wurtemberg.

## Ascendance d'Albert de Bavière
|  |                                               |  |  |  |  |  |  |  |  |  |  |  |  |
|  | 8. Luitpold de Bavière                        |  |  |  |  |  |  |  |  |  |  |  |  |
|  |                                               |  |  |  |  |  |  |  |  |  |  |  |  |
|  |                                               |  |  |  |  |  |  |  |  |  |  |  |  |
|  | 4. Louis III de Bavière                       |  |  |  |  |  |  |  |  |  |  |  |  |
|  |                                               |  |  |  |  |  |  |  |  |  |  |  |  |
|  |                                               |  |  |  |  |  |  |  |  |  |  |  |  |
|  | 9. Auguste-Ferdinande de Habsbourg-Toscane    |  |  |  |  |  |  |  |  |  |  |  |  |
|  |                                               |  |  |  |  |  |  |  |  |  |  |  |  |
|  |                                               |  |  |  |  |  |  |  |  |  |  |  |  |
|  | 2. Rupprecht de Bavière                       |  |  |  |  |  |  |  |  |  |  |  |  |
|  |                                               |  |  |  |  |  |  |  |  |  |  |  |  |
|  |                                               |  |  |  |  |  |  |  |  |  |  |  |  |
|  | 10. Ferdinand Charles Victor d'Autriche-Este  |  |  |  |  |  |  |  |  |  |  |  |  |
|  |                                               |  |  |  |  |  |  |  |  |  |  |  |  |
|  |                                               |  |  |  |  |  |  |  |  |  |  |  |  |
|  | 5. Marie-Thérèse de Modène                    |  |  |  |  |  |  |  |  |  |  |  |  |
|  |                                               |  |  |  |  |  |  |  |  |  |  |  |  |
|  |                                               |  |  |  |  |  |  |  |  |  |  |  |  |
|  | 11. Élisabeth de Habsbourg-Hongrie            |  |  |  |  |  |  |  |  |  |  |  |  |
|  |                                               |  |  |  |  |  |  |  |  |  |  |  |  |
|  |                                               |  |  |  |  |  |  |  |  |  |  |  |  |
|  | 1. Albert de Bavière                          |  |  |  |  |  |  |  |  |  |  |  |  |
|  |                                               |  |  |  |  |  |  |  |  |  |  |  |  |
|  |                                               |  |  |  |  |  |  |  |  |  |  |  |  |
|  | 12. Maximilien en Bavière                     |  |  |  |  |  |  |  |  |  |  |  |  |
|  |                                               |  |  |  |  |  |  |  |  |  |  |  |  |
|  |                                               |  |  |  |  |  |  |  |  |  |  |  |  |
|  | 6. Charles-Théodore en Bavière                |  |  |  |  |  |  |  |  |  |  |  |  |
|  |                                               |  |  |  |  |  |  |  |  |  |  |  |  |
|  |                                               |  |  |  |  |  |  |  |  |  |  |  |  |
|  | 13. Ludovica de Bavière                       |  |  |  |  |  |  |  |  |  |  |  |  |
|  |                                               |  |  |  |  |  |  |  |  |  |  |  |  |
|  |                                               |  |  |  |  |  |  |  |  |  |  |  |  |
|  | 3. Marie Gabrielle en Bavière                 |  |  |  |  |  |  |  |  |  |  |  |  |
|  |                                               |  |  |  |  |  |  |  |  |  |  |  |  |
|  |                                               |  |  |  |  |  |  |  |  |  |  |  |  |
|  | 14. Michel Ier                                |  |  |  |  |  |  |  |  |  |  |  |  |
|  |                                               |  |  |  |  |  |  |  |  |  |  |  |  |
|  |                                               |  |  |  |  |  |  |  |  |  |  |  |  |
|  | 7. Marie-Josèphe de Portugal                  |  |  |  |  |  |  |  |  |  |  |  |  |
|  |                                               |  |  |  |  |  |  |  |  |  |  |  |  |
|  |                                               |  |  |  |  |  |  |  |  |  |  |  |  |
|  | 15. Adélaïde de Löwenstein-Wertheim-Rosenberg |  |  |  |  |  |  |  |  |  |  |  |  |
|  |                                               |  |  |  |  |  |  |  |  |  |  |  |  |
|  |                                               |  |  |  |  |  |  |  |  |  |  |  |  |